# Ronald Torbert

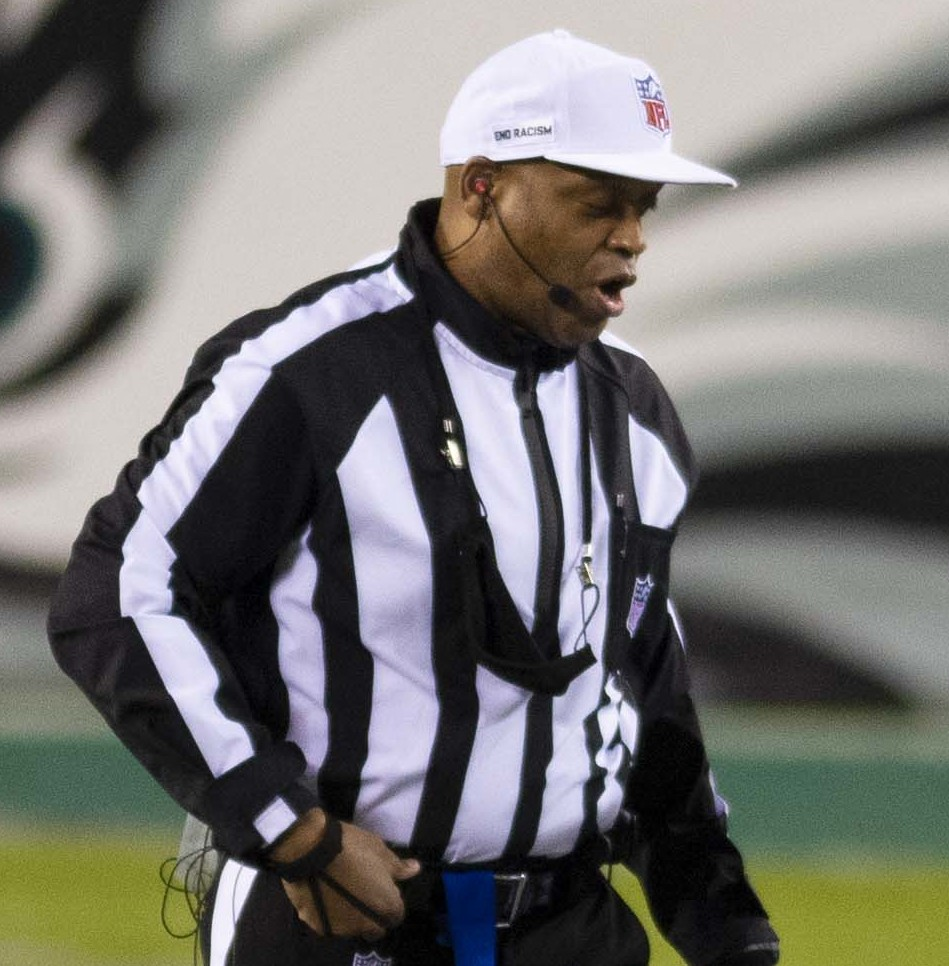
Ronald Torbert (2021)

Ronald „Ron“ Torbert (* 1. Januar 1964 in Youngstown, Ohio) ist ein US-amerikanischer Schiedsrichter im American Football, der seit dem Jahr 2010 in der NFL tätig ist. Er war Schiedsrichter der Super Bowls LVI und LIX. Seine Uniform hat die Nummer 62.

## Karriere
Nachdem er seine beruflichen Grundsteine an der Michigan State University und der Harvard Law School gelegt hatte, begann Torbert im Jahr 2010 seine NFL-Laufbahn als Side Judge beim Spiel der Houston Texans gegen die Indianapolis Colts. Nachdem Schiedsrichter Scott Green seinen Rücktritt bekannt gegeben hatte, wurde er zur NFL-Saison 2014 zum Hauptschiedsrichter ernannt. Sein erstes Spiel – die Kansas City Chiefs gegen die Tennessee Titans – leitete er am 7. September 2014.
Er leitete die Super Bowls LVI und LIX.

## Privates
Neben seiner Tätigkeit als Schiedsrichter ist Torbert als Anwalt aktiv.

## Trivia
Torbert ist der fünfte afroamerikanische Hauptschiedsrichter in der Geschichte der NFL. Vor ihm waren es Johnny Grier (1988), Mike Carey (1995), Jerome Boger (2006) und Don Carey (2009).